# Carlópolis
Carlópolis é um município brasileiro do estado do Paraná.

## História
A frente pioneira que colonizou a região da mesopotâmia rios Cinzas e Itararé, se deu nos núcleos da Colônia Mineira (1862), Tomazina (1865), Santo Antônio da Platina (1866) e São José da Boa Vista (1867). Porém em 1853, época da elevação do Paraná à categoria de Província, despontava a povoação de São José do Cristianismo às margens do Rio Itararé. Aos paulistas bastava cruzar o Itararé, que tinham à sua frente matas exuberantes de solo fértil, rios piscosos e caça abundante.
Em 1880 a família de Joaquim da Costa Lemes, cortou o território do atual município de Carlópolis para ir ajudar a fundar Santo Antônio da Platina, o que se repetiu outras vezes com muitas famílias, das quais algumas optaram pela fixação na região da futura Carlópolis.
Iniciou-se uma povoação com o nome de Jaboticabal, que em 17 de agosto de 1901 foi elevada à condição de Distrito Policial, através do Decreto Estadual n° 290, com território pertencente ao município de São José da Boa Vista.
Um nome que fez história no lugar foi o do coronel Manoel Leite. Homem de posses, desprendido de suas riquezas, procurava ajudar a todos que lhe solicitavam e mantinha por sua conta uma banda de música que alegrava a vida do povo de Jaboticabal.
Pela Lei Estadual n° 713, de 2 de abril de 1907, sancionada pelo governador João Cândido Ferreira, foi criado o município de Jaboticabal, instalado no dia 13 de julho do mesmo ano. Neste mesmo ano, um jornal Curitiba  publicava os predicados do novo município, enaltecendo seu progresso e desenvolvimento.
O que efetivamente impulsionou a economia do lugar foi a cultura cafeeira, que se sentiu motivada pelo Acordo de Taubaté, convênio que visava coibir o aumento da área plantada da rubiácea nos Estados de São Paulo, Minas e Rio de Janeiro. Fato que fez com que milhares de pessoas acorressem às terras paranaenses, isentas do acordo.
Em 20 de março de 1920 a Lei Estadual n° 1.943, acata resolução da Câmara Municipal de Jaboticabal e substitui sua denominação, alterando-a para Carlópolis, numa homenagem ao ex-presidente do Estado do Paraná, Carlos Cavalcanti de Albuquerque, que governou 1912 a 1916 o destino de todos os paranaenses. Em seu governo desenrolou-se a Revolta do Contestado, guerrilha que ceifou milhares de vidas na fronteira entre Paraná e Santa Catarina. O município de Carlópolis é cortado pelo Trópico de Capricórnio exatamente em seu sítio urbano.

## Geografia
Localiza-se no Segundo Planalto do Norte do Paraná, na Mesorregião do Norte Pioneiro do Paraná, tem uma área de 447,857 km² representando 0,2247 % do estado, 0,0795 % da região e 0,0053 % de todo o território brasileiro.[carece de fontes?]
Localiza-se a uma latitude 23º25'30" sul e a uma longitude 49º43'15" oeste, estando a uma altitude de 550 metros. Sua população estimada em 2016 era de 14.384 habitantes.
O município, situado às margens da Represa da Usina Hidrelétrica de Chavantes, que tem uma área inundada de aproximadamente 116 km², fazendo limite com o estado de São Paulo.

## Etimologia
Homenagem a Carlos Cavalcanti de Albuquerque, presidente do Estado do Paraná. Carlos Cavalcanti nasceu a 22 de março de 1864 na cidade do Rio de Janeiro, e era filho de um herói da Guerra do Paraguai. Foi militar da arma de engenharia, fundador do Corpo de Bombeiros do Paraná, além de governador do Estado, foi deputado estadual, federal e senador. Foi um intelectual ilustre, orador fluente, poeta e professor, passou os últimos dias de vida na cidade do Rio de Janeiro, onde faleceu a 23 de fevereiro de 1935. Etimologicamente o têrmo 'Carlos' é de origem germânica "Karl" ... homem viril, acrescido do sufixo grego "pólis" ... cidade: Cidade de Carlos.

### Demografia
Dados do Censo - 2000
População total: 13.305
- Urbana: 8.347
- Rural: 4.958
- Homens: 6.829
- Mulheres: 6.476

Índice de Desenvolvimento Humano Municipal (IDH-M): 0,727
- IDH-Renda: 0,661
- IDH-Longevidade: 0,706
- IDH-Educação: 0,815

### Rodovias
- PR-218
- PR-151

## Administração
- Prefeito: Nilton Meira  (2025/2028)
- Vice-prefeito: Fabiano Barbosa
- Presidente da câmara:  Elton Hernandes Trindade

Na administração Pública, está subordinado a Jacarezinho, por meio dos órgãos regionais do Sistema Único de Saúde (SUS) - Núcleo Regional de Ensino, Instituto Ambiental do Paraná; em Londrina a Copel Distribuição S/A. Em Cornélio Procópio a Companhia de Habitação do Paraná e a Companhia de Saneamento do Paraná com escritório Regional em Santo Antônio da Platina.

### Economia
Desde o ano de 1996, com o lançamento do Plano de Desenvolvimento Turístico, foram implementadas vários investimentos na área de turismo, recreação e náutica, que transformou o município no polo turístico da região.
Na economia local, tem papel importante a atividade agrícola, voltada para a policultura, tendo o café como principal produto, seguido da diversificação de plantio: fruticultura, olerícolas e piscicultura, por contar com condições propícias para a obtenção de resultados de qualidade e quantidade. O fortalecimento desse setor está intimamente ligado ao Plano de Desenvolvimento Agrícola, desenvolvido em parceria com a Secretaria Municipal da Agricultura, pela Secretaria de estado da Agricultura e do Abastecimento, Emater, os Sindicatos dos Trabalhadores Rurais e Sindicato Patronal e as associações de produtores locais.
O município se desenvolveu graças à agricultura e teve um período de grande crescimento econômico, a partir do final da década de 40 até o início dos anos 70. A construção da Usina Hidrelétrica de Chavantes foi decisiva para uma mudança radical na sua economia. Um terço de sua área agrícola, equivalente a aproximadamente 6.000 alqueires, foi inundado, provocando uma grande redução da população do município e queda de 50% na produção.[carece de fontes?]
Entretanto, o grande lago que apresenta paisagens belíssimas e praias artificiais, atraiu e atrai investimentos na área de lazer e náutica, apresentando ao longo dos anos um crescimento acentuado na área de construção civil e, principalmente, com o reconhecimento do município com potencial turístico pela Embratur, a população mudou não apenas comportamentos para bem receber os turistas, mas diversificou a produção agrícola, introduzindo no mercado frutas de excelente qualidade que se tornaram produtos de exportação interna, como a goiaba especial de mesa, o caqui, a manga e a acerola.

## Esporte
A cidade de Carlópolis já contou com equipes no Campeonato Paranaense de Futebol, dentre eles o Carlópolis Futebol Clube.

## Galeria de imagens

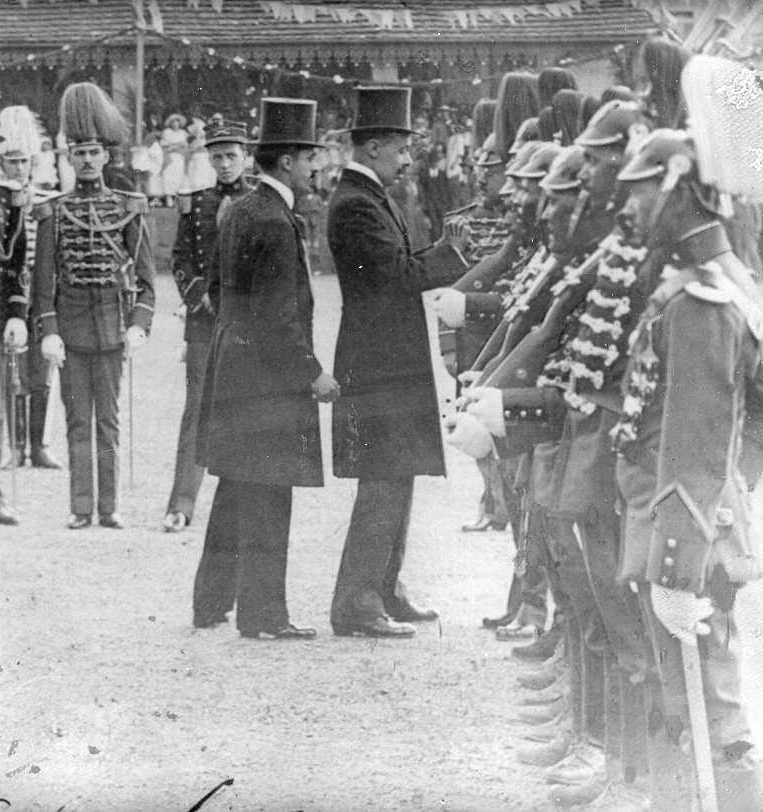
Imagem do Presidente do Estado, Carlos Cavalcanti de Albuquerque no Quartel do Comando Geral, em 19 de dezembro de 1915
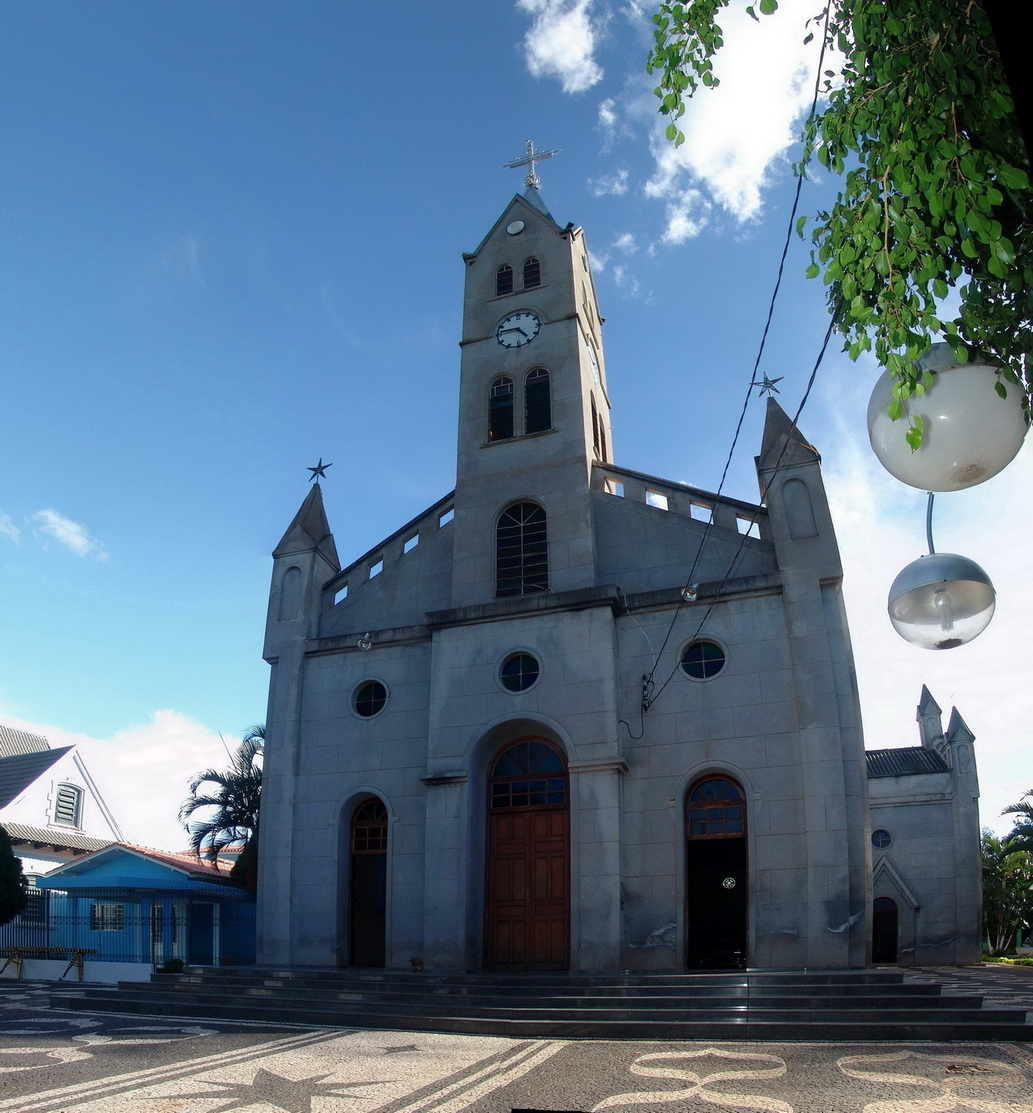
Igreja Matriz Carlópolis
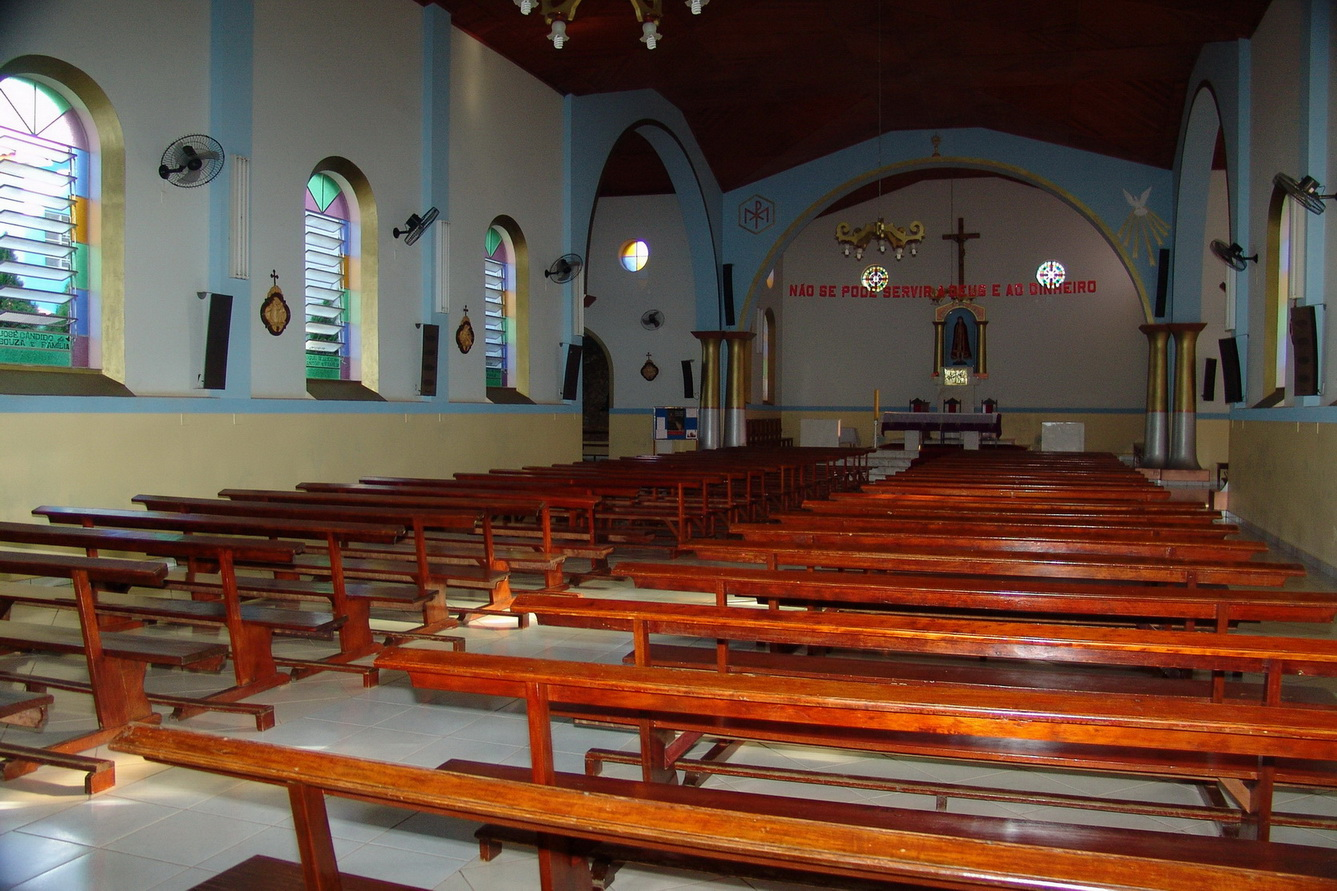
Igreja Matriz Carlópolis
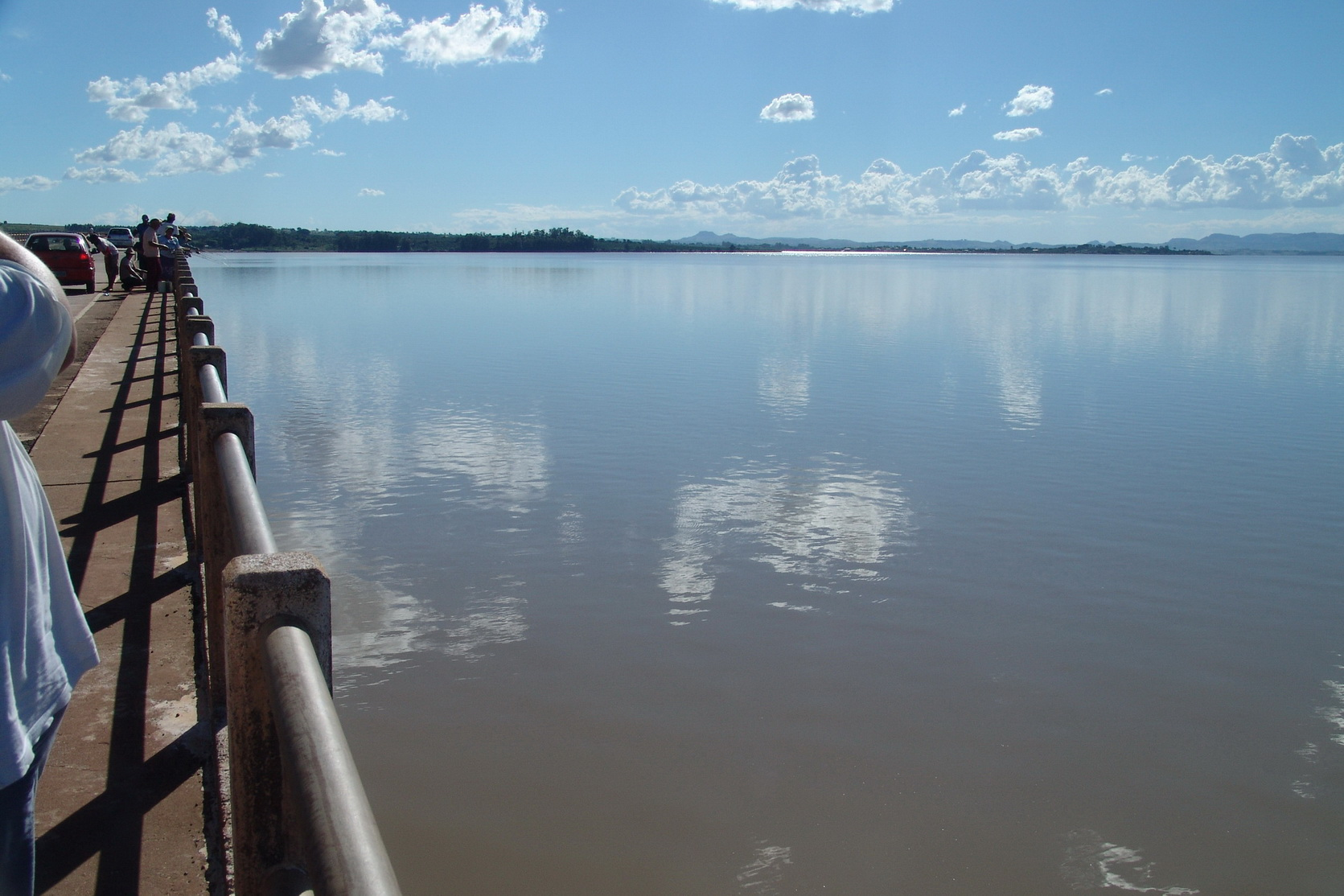
Rio Itararé
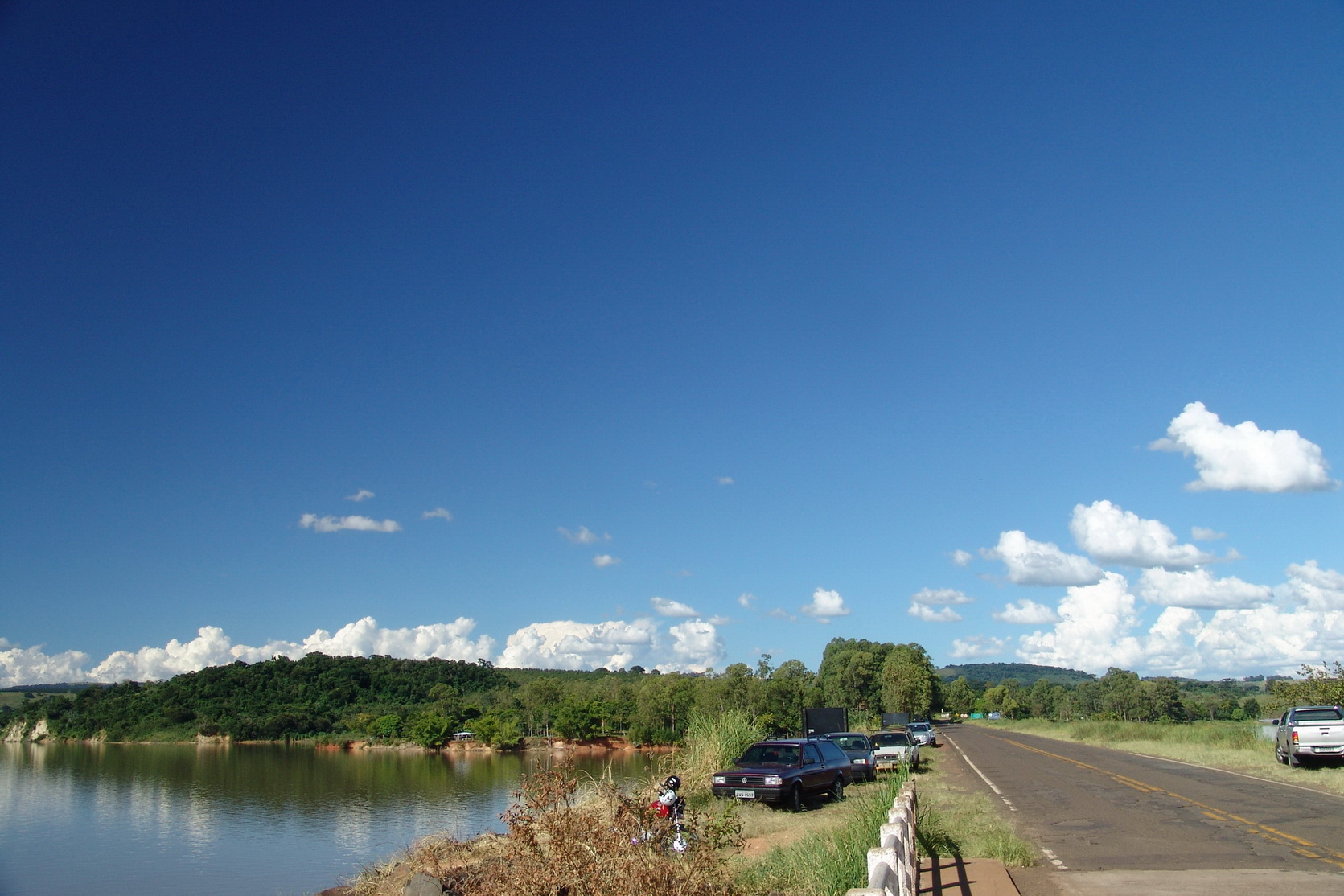
Rio Itararé